# نهر هاستينغز

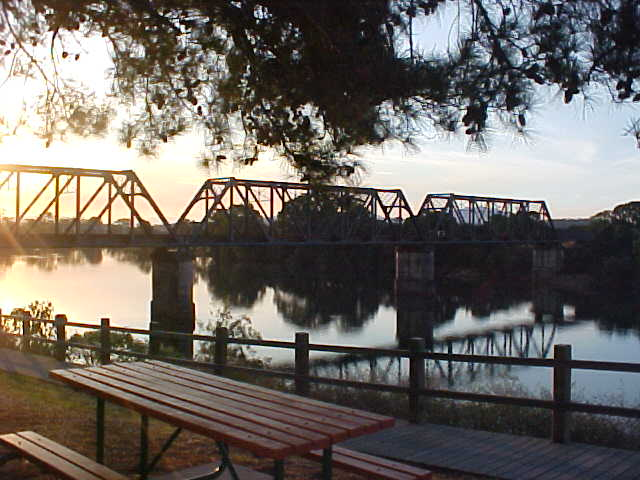

نهر هاستينغز (بالإنجليزية: Hastings River)‏ هو نهر كبير على الساحل الشمالي في منتصف ولاية نيو ساوث ويلز أستراليا يصب في بحر تسمان، وهي فرع من جنوب المحيط الهادئ، في بورت ماكواري، النهر ينبع على بعد نحو سبعة كيلو مترات جنوب غرب كيمب بيناكل Kemps Pinnacle في حديقة ويريكمبل Werrikimbe الوطنية على المنحدرات الشرقية لنطاق التقسيم العظيم، يجري النهر جنوباً إلى منطقة فيرلنيه Fernleigh ثم بعد ذلك يستدير شرقاً ليصل إلى الساحل عند ميناء ماكواري Port Macquarie, رُسمت خريطة النهر الأولي من قبل الأوروبيين عام 1818م، بعد اكتشافه من قبل جون أوكسلي الذي سمي النهر على اسم الحاكم العام للهند، فرانسيس رودون-هاستينغز Francis Rawdon-Hastings، للنهر العديد من الروافد منها: نهر فوربس، نهر دويل، ونهر Ellenborough ونهر ثون Thone.

## معرض صور

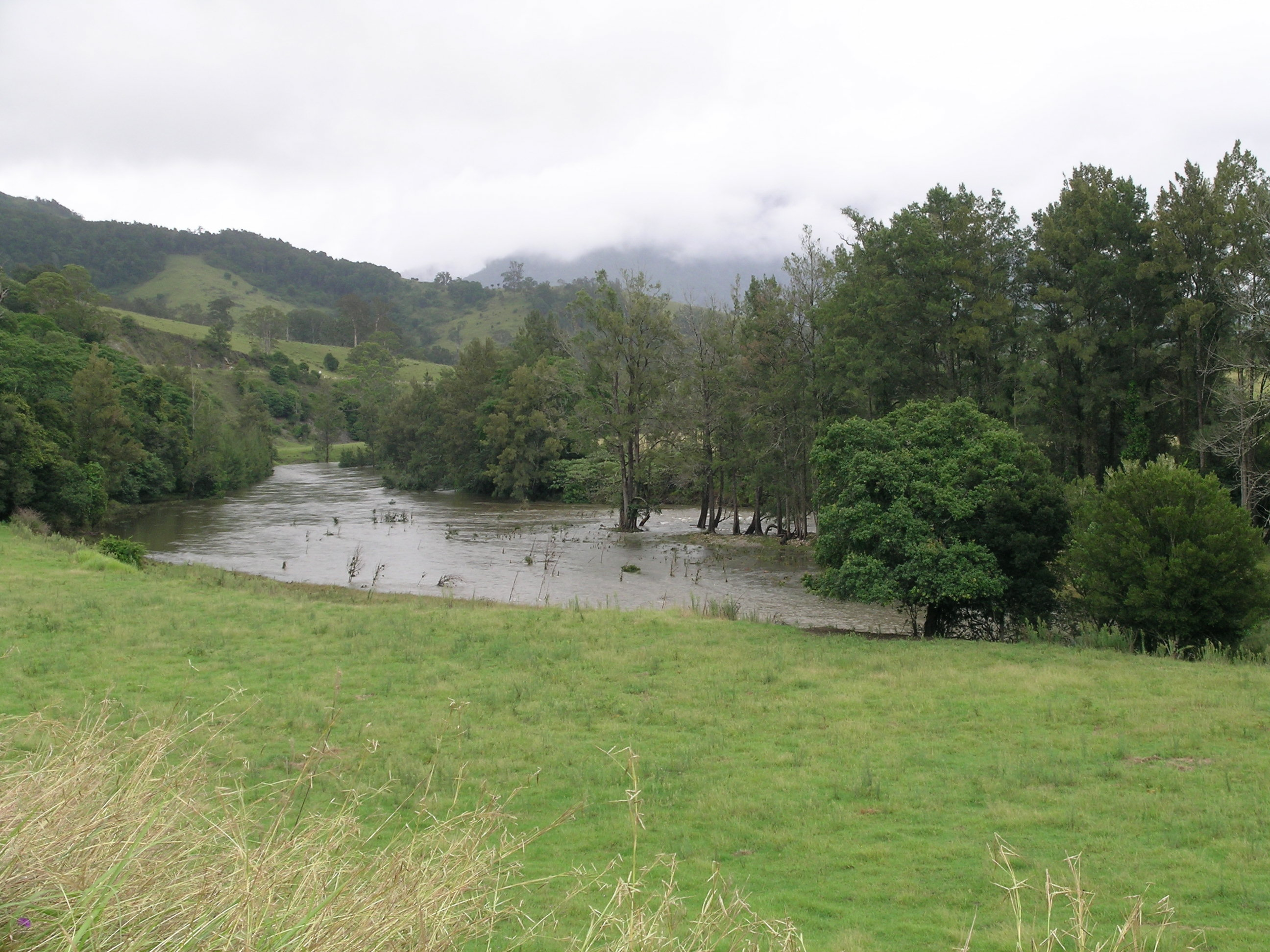
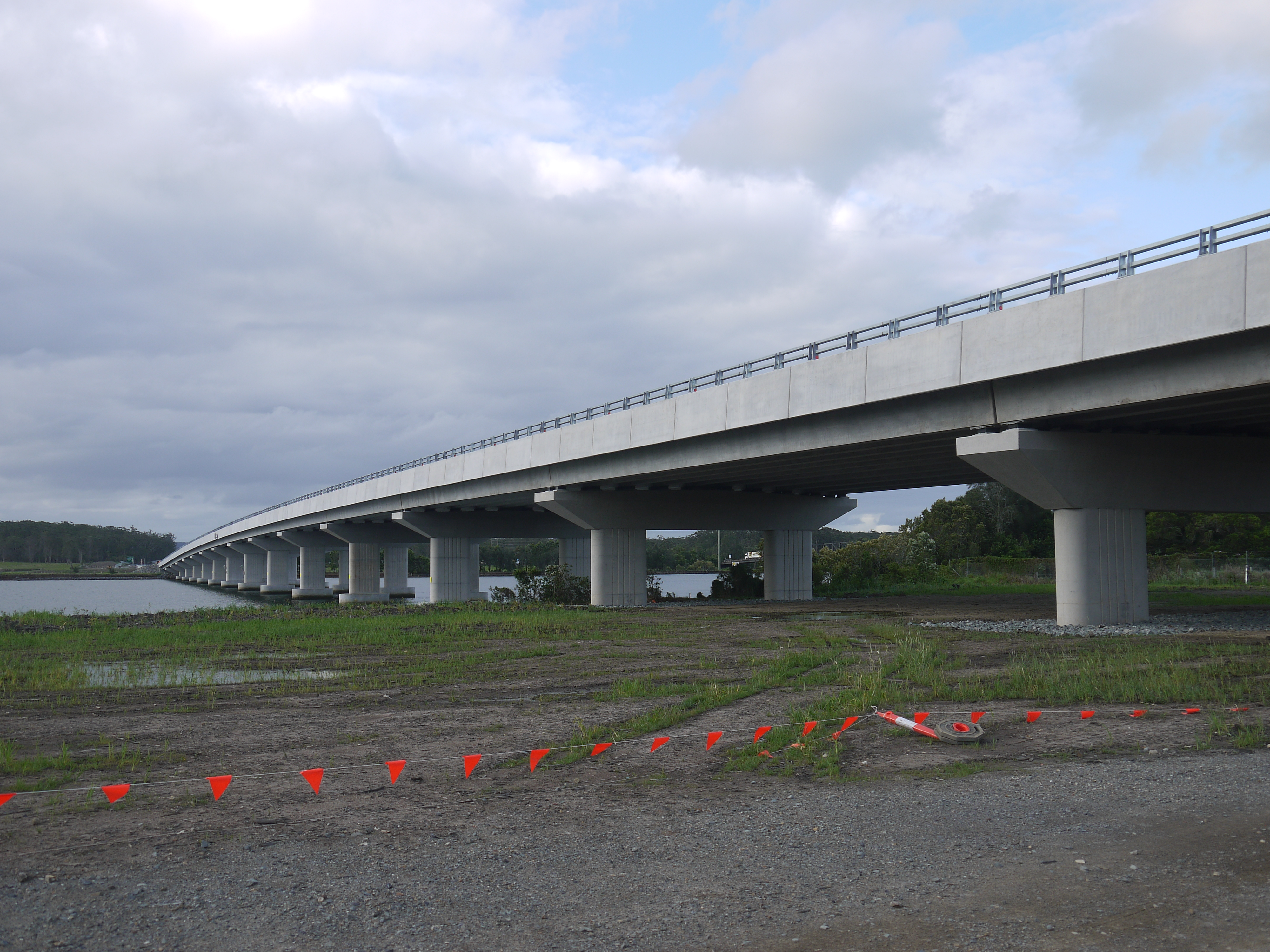
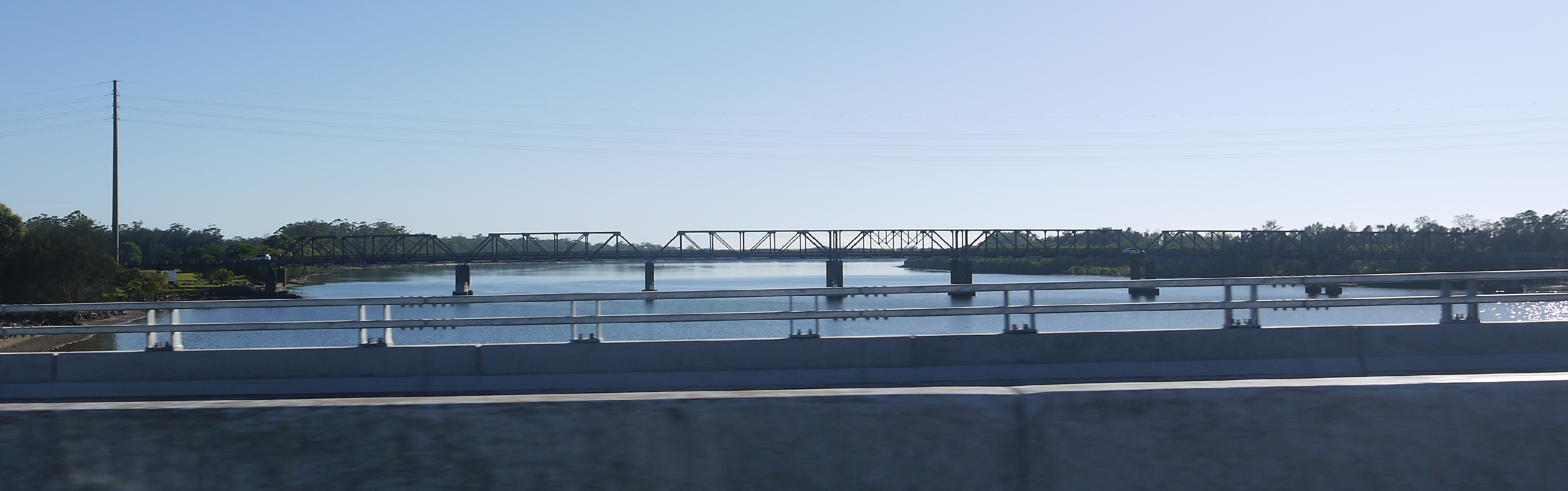